# Biłyn
Biłyn (ukr. Білин) – wieś na Ukrainie, w obwodzie zakarpackim, w rejonie rachowskim, w hromadzie Rachów. W 2001 liczyła 1746 mieszkańców, wśród których 1735 wskazało jako ojczysty język ukraiński, 8 rosyjski, a 3 mołdawski.
Znajduje się tutaj przystanek kolejowy Biłyn, położony na linii Delatyn – Diłowe.